# Tusker Football Club
Tusker Football Club é um clube de futebol profissional queniano com sede em Nairobi. Tem como cores principais o amarelo e preto. O clube é de propriedade de Cervejarias do Leste Africano e seu nome refere-se a Tusker, uma marca de cerveja conhecido pela empresa. O clube era conhecido como Kenya Breweries até 1999, quando o nome atual foi adotado.

## História
O clube foi fundado em 1970.

## Títulos
- Campeonato Queniano de Futebol: 13

1972, 1977, 1978, 1994, 1996, 1999, 2000, 2007, 2011, 2012, 2016, 2021, 2022
- Copa Queniana de Futebol: 3:

1975, 1989, 1993
- Super Copa Queniana: 1

2012
- Copa Interclubes da CECAFA : 5: 1988

1989, 2000, 2001, 2008